# Punk Planet
Punk Planet était un fanzine punk tiré à 16 000 exemplaires, basé à Chicago et consacré essentiellement à la sous-culture punk plutôt que simplement le punk rock. En plus de couvrir la musique, Punk Planet traitait également des arts plastiques et de nombreux sujets de société, notamment la critique des médias, le féminisme et les réflexions sur le travail.
Punk Planet se démarquaient par les interviews et les critiques d'albums qui y étaient publiés. Les entretiens s'étendaient généralement sur deux ou trois pages et s'intéressaient aux motivations de la personne interviewée (artiste, militant, etc.). Punk Planet se voulait plus ouvert que Maximum Rock and Roll et s'efforçait de chroniquer - dans la mesure du possible - tous les disques reçus, tant que le label n'était pas détenu ou partiellement détenu par une major. Même si la majorité de la production musicale chroniquée était du punk rock, on trouvait aussi des critiques concernant la country, le folk, le hip-hop, le rock indépendant et bien d'autres genres musicaux. Des bandes dessinées, des fanzines et des DVD publiés indépendamment étaient également chroniqués.
Publié en 2007, le numéro 80 est le dernier publié avec pour couverture : "This is the last issue of Punk Planet. After this, the fight is yours." ("Ceci est le dernier numéro de Punk Planet. Après cela, le combat est vôtre.").
La filiale Punk Planet Books est toujours en activité.

## Histoire et autres projets
Le premier numéro du fanzine fut publié en mai 1994 et répondait en partie aux critiques jugeant que Maximum Rock and Roll devenait trop élitiste.
En septembre 2006, Punk Planet s'associa au site web ZineWiki pour mettre en ligne des articles exclusifs extraits de précédents numéros.
Le 18 juin 2007, un message sur www.punkplanet.com informait le public qu'après 13 ans et 80 numéros, le dernier numéro de Punk Planet venait de paraître avec comme explications "de mauvaises accords de distribution, des annonceurs en voie de disparition et une baisse de l'audience des abonnés".
À la suite de cela, l'éditeur Dan Sinker décida de se concentrer au site web (celui-ci est depuis hors ligne).
Les 80 numéros sont désormais disponibles sur Internet Archive.